# Leiothrix dubia
Leiothrix dubia är en gräsväxtart som beskrevs av Silveira. Leiothrix dubia ingår i släktet Leiothrix och familjen Eriocaulaceae. Inga underarter finns listade i Catalogue of Life.